# موفه، کبک
موفه (به فرانسوی: Moffet) شهری در منطقه شهری تمیسکامنگ ناحیه آبیتیبی-تمیسکامنگ در استان کبک کانادا است. در سرشماری سال ۲۰۱۱ این شهر ۲۰۷ نفر جمعیت داشته‌است و مساحت آن ۴۳۱٫۴۶ کیلومتر مربع است.